# Kościół św. Wojciecha w Suwałkach
Kościół świętego Wojciecha w Suwałkach – rzymskokatolicki kościół parafialny należący do parafii pod tym samym wezwaniem (dekanat Suwałki – Ducha Świętego diecezji ełckiej).
Kościół został wzniesiony jako wotum wdzięczności i dla upamiętnienia jubileuszu tysiąclecia kanonizacji świętego Wojciecha Biskupa i Męczennika – współpatrona diecezji ełckiej oraz pobytu w diecezji ełckiej i na Suwalszczyźnie papieża Jana Pawła II.
Świątynia charakteryzuje się sylwetką w formie łodzi, z jedną wieżą. Nad wejściem głównym do świątyni jest umieszczony napis „Jezu Ufam Tobie” oraz mozaika upamiętniająca Jubileusz 2000-lecia. Wewnątrz kościoła na ścianie prezbiterium są usytuowane: w centrum (nad tabernakulum) – Chrystus Ukrzyżowany, po lewej stronie – obraz patrona świątyni św. Wojciecha oraz obraz papieża Jana Pawła II, po prawej stronie – obraz Matki Boskiej Nieustającej Pomocy. W nawach bocznych są umieszczone dwa ołtarze, ozdobione obrazami: Jezusa Miłosiernego (po lewej stronie); Jezusa Ukrzyżowanego (po prawej stronie). Na ścianach bocznych nawy są umieszczone obrazy przedstawiające Drogę Krzyżową. Przy drzwiach wejściowych została wmurowana tablica poświęcona „Pamięci Polaków Zesłańców Sybiru”. W kruchcie jest zawieszona tablica upamiętniająca budowę kościoła.